# Nea Nikomidia
Nea Nikomidia, Nea Nikomedia (gr. Νέα Νικομήδεια) – wieś w północnej Grecji, w administracji zdecentralizowanej Macedonia-Tracja, w regionie Macedonia Środkowa, w jednostce regionalnej Imatia, w gminie Weria. W odległości ok. 2 km od wsi znajduje się stanowisko archeologiczne z ruinami osady neolitycznej.

## Współczesna Nea Nikomidia
Wieś pierwotnie nosiła nazwę Braniata (Μπρανιάτα). W 1922 roku przesiedlono do niej greckich uchodźców z anatolijskiej Nikomedii; na pamiątkę tego wydarzenia w 1953 roku jej nazwę zmieniono na Nea Nikomidia.
Liczba ludności w poszczególnych latach:
| 1922 | 1928 | 1940 | 1951 | 1991 | 2001 | 2011 |
| ---- | ---- | ---- | ---- | ---- | ---- | ---- |
| 53   | 278  | 841  | 880  | 813  | 1050 | 801  |

## Archeologia
Na początku lat 60. XX wieku zespół archeologów pod kierownictwem R.J. Roddena przeprowadził prace wykopaliskowe, w trakcie których odkryta została jedna z najstarszych znanych osad neolitycznych na obszarze Europy. Datowanie radiowęglowe pozwoliło ustalić chronologię na 6200–5300 p.n.e. Osada składała się z czworokątnych domów wznoszonych z gliny i trzciny. W centrum znajdował się duży budynek, w którym znaleziono wykonane z terakoty figurki postaci kobiecych, pełniący prawdopodobnie funkcje sakralne. Ludność zajmowała się uprawą roślin (pszenica, jęczmień, soczewica) oraz hodowlą zwierząt (owce, kozy, świnie, bydło rogate). W osadzie wyrabiano ceramikę zdobioną odciskami palców i ornamentami geometrycznymi oraz kamienne narzędzia. Odkryto także kilka pochówków.